# 풀빌리
풀빌리(pulvilli), 육반(肉盤) 또는 부착반(附着盤)은 집파리 및 참진드기와 같은 다른 절지 동물의 발에 달린 쿠션과 같은 부드러운 패드이다. 구체적으로는 풀빌리는 발톱의 밑부분(우측 그림에서 2번)에 있다.
풀빌리는 접착 기능을 갖고 있으며, 접착력은 반데르발스 힘에 의한 접착력, 일부는 말단에서 수많은 표면으로 분비되는 접착성 유체에 의해 발생한다.

## 같이 보기
- 파리